# Scudda Hoo! Scudda Hay!
Scudda Hoo! Scudda Hay! ist eine US-amerikanische Filmkomödie in Technicolor aus dem Jahr 1948. Die Literaturverfilmung basiert auf dem gleichnamigen Roman von George Agnew Chamberlain. Die Hauptrollen spielen Lon McCallister und June Haver. Die Worte des Titels sind Kommandorufe an die Tiere für links und rechts, vergleichbar mit „Hü“ und „Hott“.

## Handlung
Die konkurrierenden Stiefbrüder Daniel, genannt Snug, und Stretch leben auf einem Bauernhof im mittleren Westen der Vereinigten Staaten. Als Snugs Vater die Familie verlässt, um zur See zu fahren, nimmt Snug einen Job als Gehilfe bei den benachbarten Farmern Roarer McGill und Tony Maule an. Er verliebt sich in Roarers kokette Tochter Rad, die anfangs jedoch kein großes Interesse an dem ungehobelten Burschen zeigt. Um sein Einkommen aufzubessern, kauft er zwei störrische Maultiere auf Kredit. Sein missgünstiger Stiefbruder Stretch versucht, den Tieren Schaden zuzufügen, doch Snug kann dies im letzten Moment verhindern. Von seinem auf See verstorbenen Vater erbt Snug die Farm der Familie. Bei einer späteren Gelegenheit kann er Roarer, der mit dem Traktor im Sumpf steckengeblieben ist, mit Hilfe der Maultiere befreien. Roarer gibt daraufhin sein Einverständnis zur Heirat seiner Tochter Rad.

## Kritiken
Scudda Hoo! Scudda Hay! gilt als eher unbedeutender Film, der hauptsächlich nur als Filmdebüt von Monroe in die Filmgeschichte einging. Bosley Crowther schrieb in seiner Kritik in der New York Times, die Handlung, die sich um zwei Maultiere dreht und in einer aufgesetzten ländlichen Idylle spielt, sei wenig aufregend. Unterhaltsam seien das Schauspiel von Walter Brennan als Trinker und von June Haver als hübschem Mädchen vom Land, die Tiraden der anderen Darsteller hingegen übertrieben theatralisch. Donald Spoto bezeichnete die Geschichte als langweilig und ohne Pointen. Der provinziell klingende Titel wurde vom englischen Verleih in Summer Lightning umbenannt.

## Hintergrund
Der Film war das Debüt der 21-jährigen Nachwuchsschauspielerin Marilyn Monroe, die darin ein Highschool-Mädchen spielt. Ebenfalls im Jahr 1947 wurde Monroes zweiter Film gedreht, das Drama Dangerous Years (dt.: Gefährliche Jahre). Dieser Film kam noch vor Scudda Hoo! Scudda Hay! im gleichen Jahr in die Kinos, floppte jedoch an der Kasse. Das Management des Filmstudios 20th Century Fox hatte Marilyn Monroe nur einen vorsichtigen Einjahresvertrag angeboten. Als sich das Debakel um Dangerous Years abzeichnete und die Produzenten zu der Erkenntnis kamen, dass die junge Schauspielerin den Film auch nicht erfolgreicher machen würde, beschlossen sie, den Film umzuschneiden. Fast alle Szenen mit Marilyn Monroe, in denen sie etwa beim Kanufahren zu sehen ist, wurden herausgeschnitten. Nur eine Szene von etwa vier Sekunden Dauer, in der sie die Hauptdarstellerin June Haver nach dem sonntäglichen Kirchgang mit einem höflichen „Hi Rad“ grüßt, verblieb im Film. Im Abspann wurde ihr Name gar nicht mehr genannt. Keiner der beiden Filme trug ihr oder den Produzenten Ruhm ein, und im August 1947 erneuerte das Studio Marilyn Monroes Vertrag nicht mehr.
Ein paar Jahre später entwickelte sich Marilyn Monroe zu einem Star. Die 20th Century Fox konnte davon im Nachhinein jedoch nicht mehr profitieren. Die Möglichkeit, den mittlerweile in Summer Lightning umbenannten Streifen in einer neuen Version und mit besonderer Hervorhebung von Monroes Part noch einmal groß in die Kinos zu bringen, war nicht gegeben. Die ehemals herausgeschnittenen Szenen mit ihr waren längst weggeworfen worden.